# Puerto Cumarebo
Puerto Cumarebo – miasto w Wenezueli, w stanie Falcón.